# Pennadomo
Pennadomo est une commune de la province de Chieti dans les Abruzzes en Italie.

## Administration
| Période                                  | Période  | Identité               | Étiquette | Qualité |
| ---------------------------------------- | -------- | ---------------------- | --------- | ------- |
| 14 juin 2004                             | En cours | Antonietta Passalacqua |           |         |
| Les données manquantes sont à compléter. |          |                        |           |         |

### Communes limitrophes
Bomba, Civitaluparella, Montebello sul Sangro, Montenerodomo, Torricella Peligna,  Villa Santa Maria